# やさしさライセンス/BY MY SIDE
「やさしさライセンス/BY MY SIDE」（やさしさライセンス/バイ マイ サイド）は、2003年12月11日にリリースされたCHARCOAL FILTERの11枚目のシングル。

## 概要
- 初の両A面シングル。
- 本作よりワーナーミュージック・ジャパンに移籍した。
- 初回限定盤はカラーケース仕様で、メンバーの好きな色で4色展開となっている（小名川は黄色、大塚は青、安井は黒、高野は緑）。
- 「やさしさライセンス」は、今回で4回目となる大塚ベバレジ「MATCH」CMソング。
- 「BY MY SIDE」は、映画「略奪者」イメージソング。
- 「やさしさライセンス」は、ベストアルバム『C☆BEST+ Flying Hi-High』に「～見つけたver.～」として、シングルとは異なるバージョンが収録されている。

music video監督 山根真樹

## 収録曲
1. やさしさライセンス
2. BY MY SIDE
3. やさしさライセンス -Instrumental-
4. BY MY SIDE -Instrumental-

### クレジット
- 作詞：大塚雄三（全曲）
- 作曲：安井佑輝（#1）　小名川高弘（#2）
- 編曲：亀田誠治 & CHARCOAL FILTER（全曲）

## 収録アルバム
- C☆BEST+ Flying Hi-High (#1) - 「～見つけたver.～」として収録
- HAPPY SET (#1)
- The Best History of CHARCOAL FILTER (#2)